# Petr Cornelie
Petr William Cornelie (ur. 26 lipca 1995 w Calais) – francuski koszykarz, czeskiego pochodzenia, występujący na pozycji silnego skrzydłowego, reprezentant Francji.
9 stycznia 2022 został zwolniony przez Denver Nuggets.

## Osiągnięcia
Stan na 10 stycznia 2022, na podstawie, o ile nie zaznaczono inaczej.

### Drużynowe
- 3. miejsce podczas mistrzostw Francji (2015, 2016)
- Zdobywca pucharu:
  - Liderów Francji (2014)
  - Francji (2016)
- Finalista pucharu:
  - Liderów Francji (2015)
  - Francji (2017)

### Indywidualne
- Najlepszy młody zawodnik LNB Pro A (2015)
- Uczestnik Adidas Eurocampu (2014, 2016)

### Reprezentacja
Seniorska
- Wicemistrz olimpijski (2020)

Młodzieżowe
- Uczestnik mistrzostw:
  - świata U–17 (2012 – 10. miejsce)
  - Europy:
    - U–20 (2015 – 4. miejsce)
    - U–18 (2013 – 7. miejsce)